# Årsta FF
Årsta FF är en fotbollsförening i Årsta bildad med detta namn 21 april 2010. Föreningen bedriver fotbollsverksamhet från barn via ungdomslag till seniorlag. Hemmaplan är Årstagårdens BP. Antalet medlemmar 2019 var över 1 240

## Historia
Klubben bildades som Årsta AIK 1944. Bytte namn till Årsta AIK/Södra efter en sammanslagning med Årsta Södra IF efter säsongen 1978. Blev återigen Årsta AIK efter säsongen 1979. Klubben bytte namn till Årsta/Johanneshovs SK efter en sammanslagning med Johanneshovs SK efter säsongen 1987. Blev återigen Årsta AIK efter säsongen 1995.
Klubbens fotbollssektion bröts ut och ombildades till Årsta FF 2010.